# Bob- und Skeleton-Weltmeisterschaften 2020/Zweierbob (Männer)
Der Zweierbob-Wettbewerb der Männer bei den Bob- und Skeleton-Weltmeisterschaften 2020 wurde am 23. und 24. Februar in insgesamt vier Läufen ausgetragen. Wie alle Wettbewerbe bei den Weltmeisterschaften wurde er auf dem ENSO Eiskanal in Altenberg ausgetragen.
Zum sechsten Mal in Folge gewann Francesco Friedrich den Weltmeistertitel im Zweierbob. Für seinen Anschieber Thorsten Margis war es der fünfte WM-Titel in Folge. Mit 1,65 Sekunden Vorsprung verwiesen sie Johannes Lochner und Christopher Weber. Den dritten Platz sicherte sich Oskars Ķibermanis und Matīss Miknis. Der Lokalmatador Nico Walther mit seinen Anschieber Eric Franke, welche bis zum dritten Lauf noch auf den zweiten Platz lagen, fielen im letzten Lauf noch auf den vierten Platz ab. Die sehr starke Teamleistung der deutschen Mannschaft wurde von Richard Oelsner und Malte Schwenzfeier auf den fünften Platz abgerundet.

## Aktuelle Titelträger
| Olympiasieger | DeutschlandFrancesco Friedrich Thorsten Margis | 2018 | Pyeongchang |
| Weltmeister   | DeutschlandFrancesco Friedrich Thorsten Margis | 2019 | Whistler    |

## Bestehende Rekorde

Streckenplan vom ENSO Eiskanal

| Startrekord | KanadaJustin Kripps Alexander Kopacz            | 05,11 s | 6. Januar 2018 |
| Bahnrekord  | DeutschlandFrancesco Friedrich Martin Grothkopp | 56,22 s | 7. Januar 2017 |

## Läufe

### Lauf 1

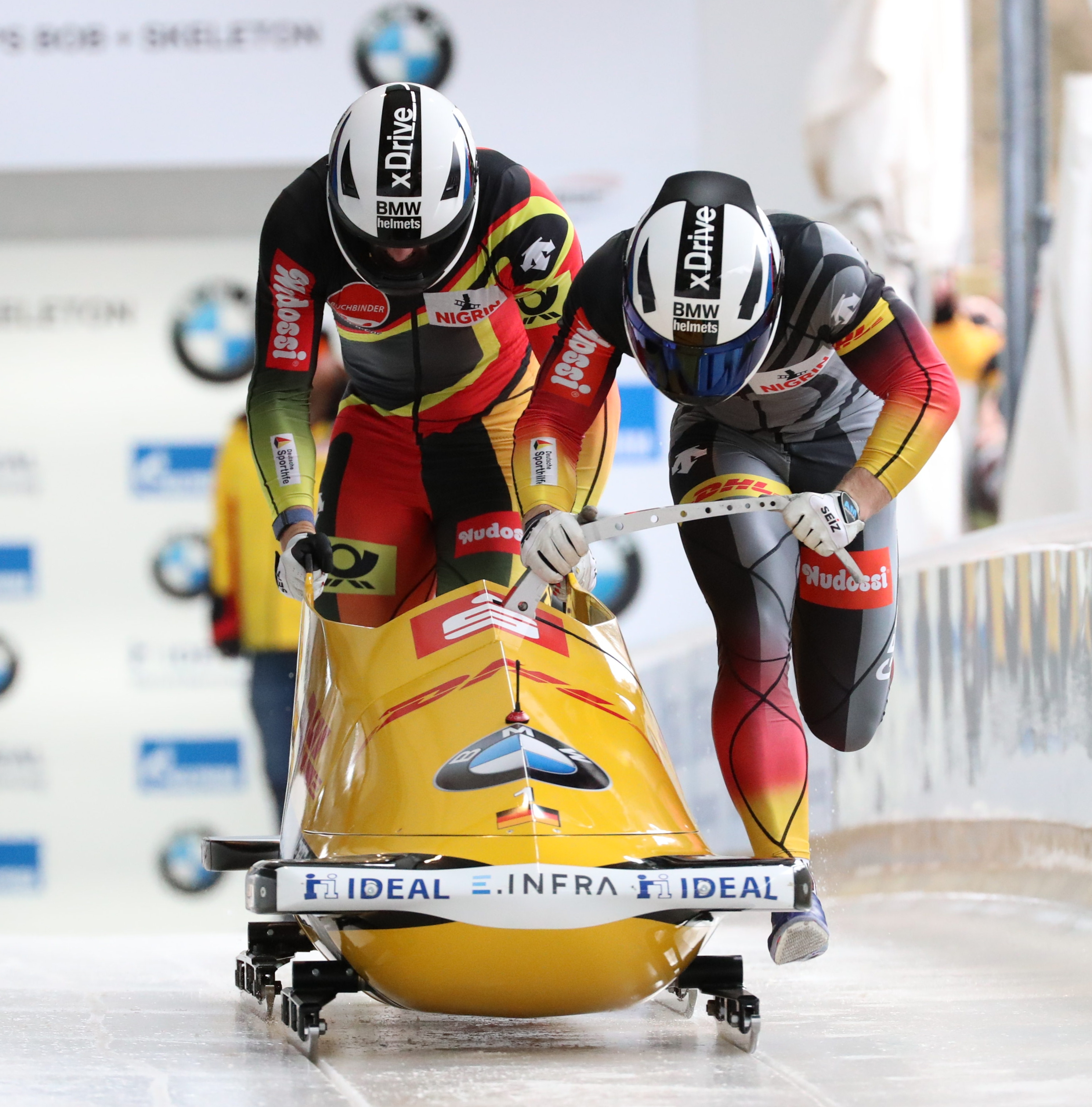
Friedrich/Margis beim Start

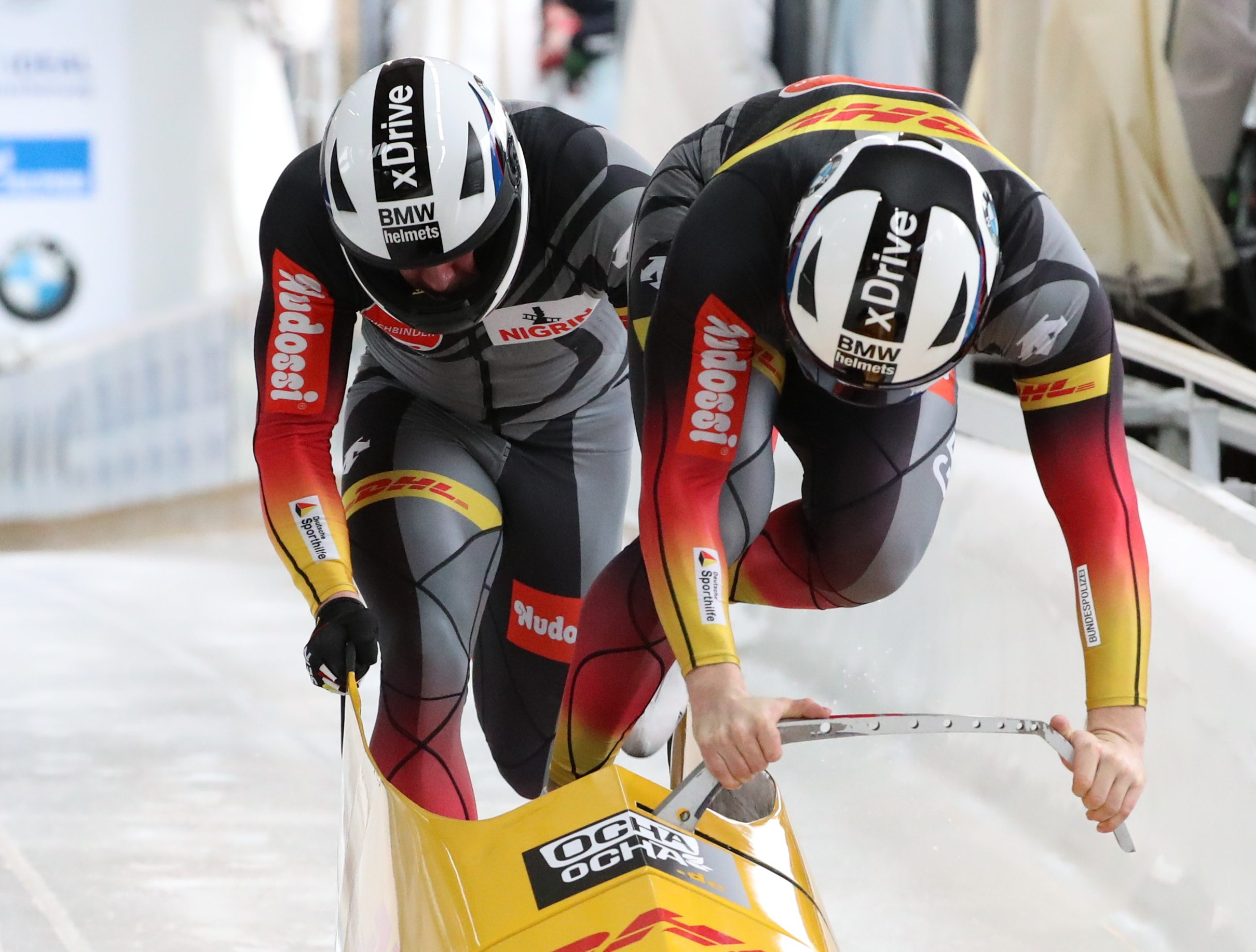
Oelsner/Schwenzfeier beim Start

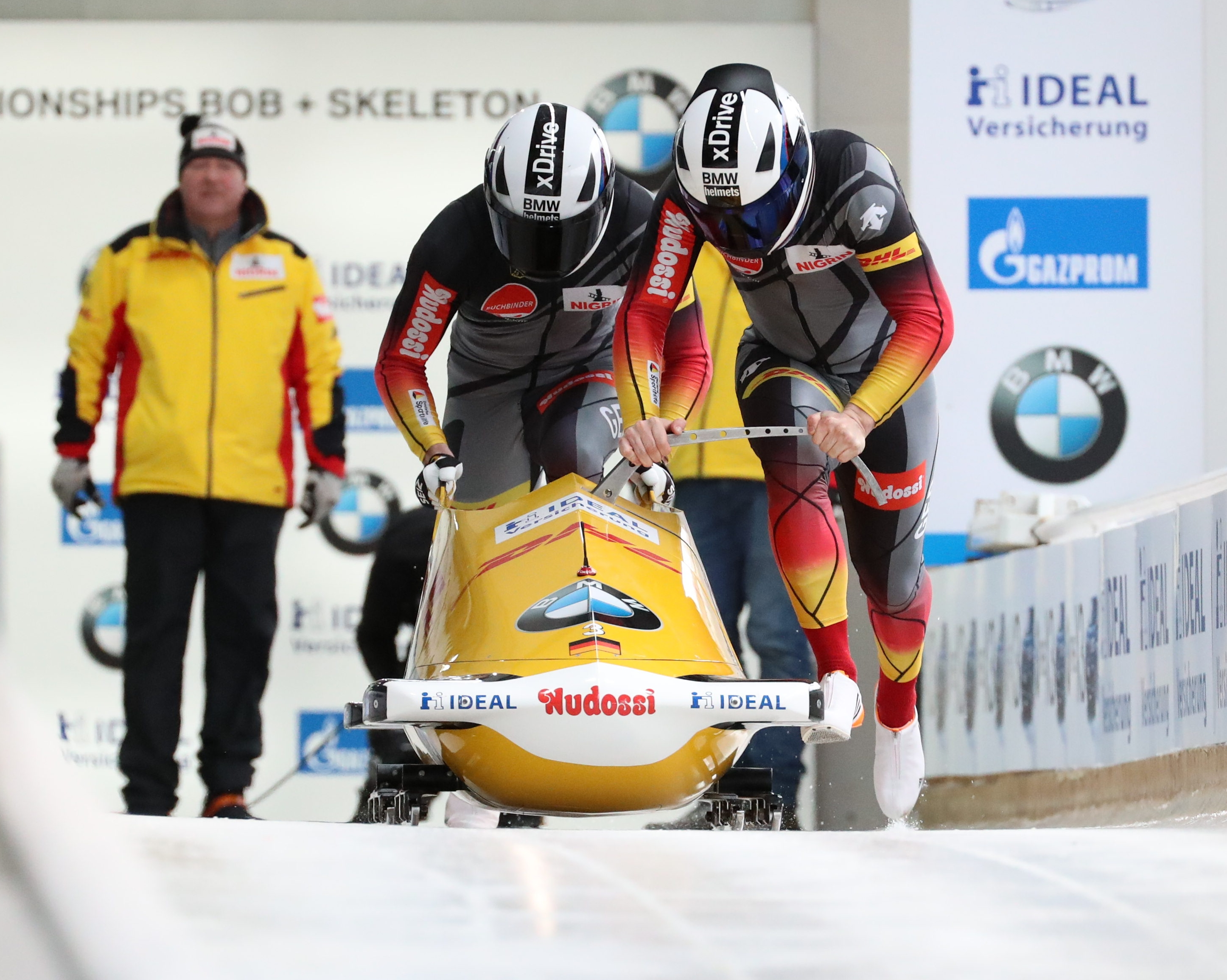
Walther/Franke beim Start

| Platz | Athleten                                    | Land                   | Zwischenzeit (s) | Zwischenzeit (s) | Zwischenzeit (s) | Zwischenzeit (s) | Zwischenzeit (s) | Laufzeit (min) | Gesamtzeit (min) |
| Platz | Athleten                                    | Land                   | 1                | 2                | 3                | 4                | 5                | Laufzeit (min) | Gesamtzeit (min) |
| ----- | ------------------------------------------- | ---------------------- | ---------------- | ---------------- | ---------------- | ---------------- | ---------------- | -------------- | ---------------- |
| 01    | Francesco Friedrich Thorsten Margis         | Deutschland            | 5,14             | 22,06            | 31,28            | 39,03            | 46,10            | 0:54,00        | 0:54,00          |
| 02    | Richard Oelsner Malte Schwenzfeier          | Deutschland            | 5,19             | 22,26            | 31,58            | 39,43            | 46,56            | 0:54,52        | 0:54,52          |
| 03    | Nico Walther Eric Franke                    | Deutschland            | 5,25             | 22,31            | 31,65            | 39,50            | 46,60            | 0:54,54        | 0:54,54          |
| 04    | Johannes Lochner Christopher Weber          | Deutschland            | 5,21             | 22,26            | 31,59            | 39,47            | 46,61            | 0:54,59        | 0:54,59          |
| 05    | Oskars Ķibermanis Matīss Miknis             | Lettland               | 5,12             | 22,10            | 31,47            | 39,36            | 46,51            | 0:54,49        | 0:54,49          |
| 06    | Mihai Țentea Nicolae Ciprian Daroczi        | Rumänien               | 5,35             | 22,43            | 31,75            | 39,59            | 46,67            | 0:54,60        | 0:54,60          |
| 07    | Justin Kripps Cam Stones                    | Kanada                 | 5,25             | 22,32            | 31,65            | 39,51            | 46,65            | 0:54,60        | 0:54,60          |
| 08    | Simon Friedli Gregory Jones                 | Schweiz                | 5,24             | 22,29            | 31,60            | 39,49            | 46,67            | 0:54,73        | 0:54,73          |
| 09    | Michael Vogt Sandro Michel                  | Schweiz                | 5,28             | 22,40            | 31,77            | 39,64            | 46,79            | 0:54,77        | 0:54,77          |
| 10    | Romain Heinrich Dorian Hauterville          | Frankreich             | 5,27             | 22,36            | 31,69            | 39,62            | 46,84            | 0:54,90        | 0:54,90          |
| 11    | Benjamin Maier Markus Sammer                | Österreich             | 5,33             | 22,44            | 31,82            | 39,72            | 46,88            | 0:54,91        | 0:54,91          |
| 12    | Alexei Stulnew Ilja Malych                  | Russland               | 5,34             | 22,51            | 31,89            | 39,77            | 46,92            | 0:54,91        | 0:54,91          |
| 13    | Brad Hall Greg Cackett                      | Vereinigtes Königreich | 5,26             | 22,43            | 31,86            | 39,78            | 46,92            | 0:54,92        | 0:54,92          |
| 14    | Dominik Dvořák Jakub Nosek                  | Tschechien             | 5,28             | 22,46            | 31,87            | 39,75            | 46,94            | 0:54,95        | 0:54,95          |
| 14    | Ralfs Bērziņš Dāvis Spriņģis                | Lettland               | 5,20             | 22,30            | 31,76            | 39,73            | 46,95            | 0:54,97        | 0:54,97          |
| 16    | Won Yun-jong Chae Byung-do                  | Südkorea               | 5,22             | 22,33            | 31,73            | 39,68            | 46,91            | 0:54,98        | 0:54,98          |
| 17    | Oskars Melbārdis Intars Dambis              | Lettland               | 5,32             | 22,53            | 31,96            | 39,88            | 47,06            | 0:55,05        | 0:55,05          |
| 18    | Markus Treichl Kristian Huber               | Österreich             | 5,36             | 22,60            | 32,03            | 39,95            | 47,14            | 0:55,18        | 0:55,18          |
| 19    | Rostislaw Gaitjukewitsch Ruslan Samitow     | Russland               | 5,22             | 22,41            | 31,84            | 39,80            | 47,10            | 0:55,23        | 0:55,23          |
| 20    | Hunter Church Joshua Williamson             | Vereinigte Staaten     | 5,35             | 22,56            | 31,97            | 39,91            | 47,17            | 0:55,25        | 0:55,25          |
| 21    | Patrick Baumgartner Costantino Ughi         | Italien                | 5,44             | 22,69            | 32,09            | 40,03            | 47,23            | 0:55,30        | 0:55,30          |
| 22    | Li Chunjian Shi Hao                         | Volksrepublik China    | 5,33             | 22,54            | 31,95            | 39,91            | 47,25            | 0:55,47        | 0:55,47          |
| 23    | Ivo de Bruin Dennis Veenker Joost Dumas     | Niederlande            | 5,40             | 22,68            | 32,12            | 40,10            | 47,38            | 0:55,49        | 0:55,49          |
| 24    | Ryo Shinohara Yoshiki Kaneko Kenji Murakami | Japan                  | 5,35             | 22,58            | 32,10            | 40,13            | 47,41            | 0:55,52        | 0:55,52          |
| 25    | Jin Jian Wu Qingze                          | Volksrepublik China    | 5,32             | 22,51            | 31,92            | 39,98            | 47,37            | 0:55,57        | 0:55,57          |
| 26    | Lamin Deen Ben Simons                       | Vereinigtes Königreich | 5,45             | 22,80            | 32,24            | 40,29            | 47,63            | 0:55,85        | 0:55,85          |
| 27    | Mattia Variola Alex Verginer                | Italien                | 5,34             | 22,81            | 32,45            | 40,64            | 48,19            | 0:56,85        | 0:56,85          |

### Lauf 2

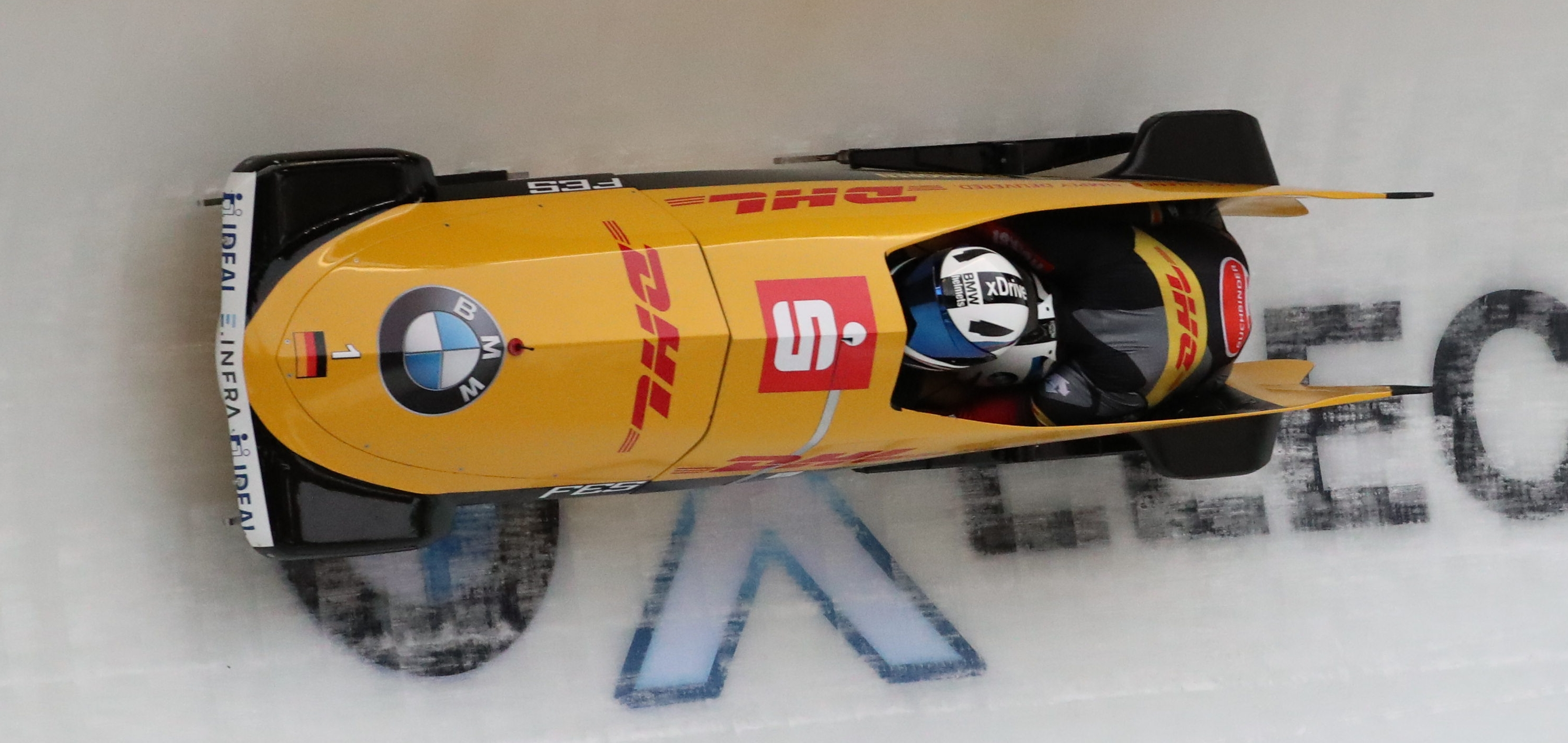
Friedrich/Margis während der Fahrt

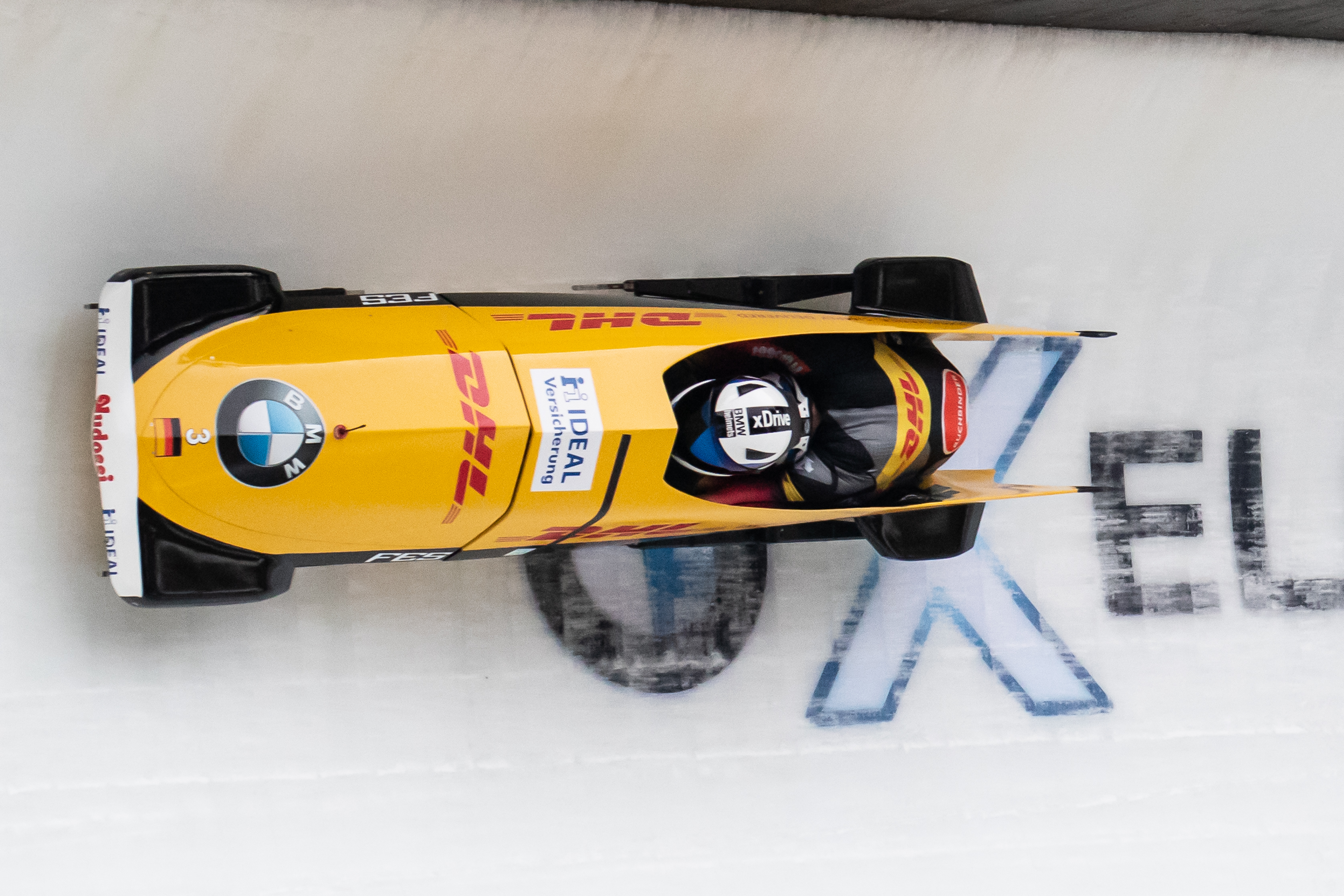
Walther/Franke während der Fahrt

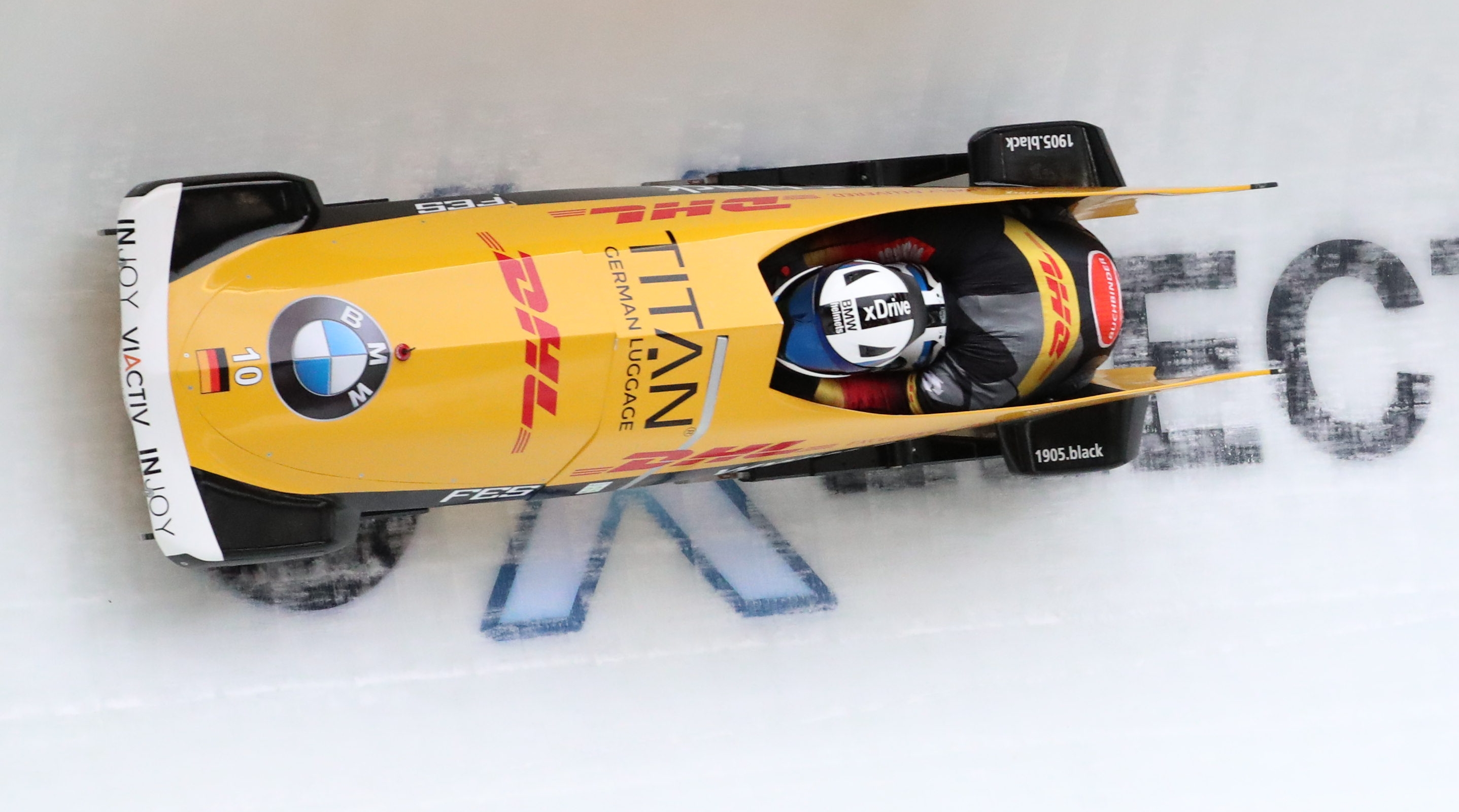
Lochner/Weber während der Fahrt

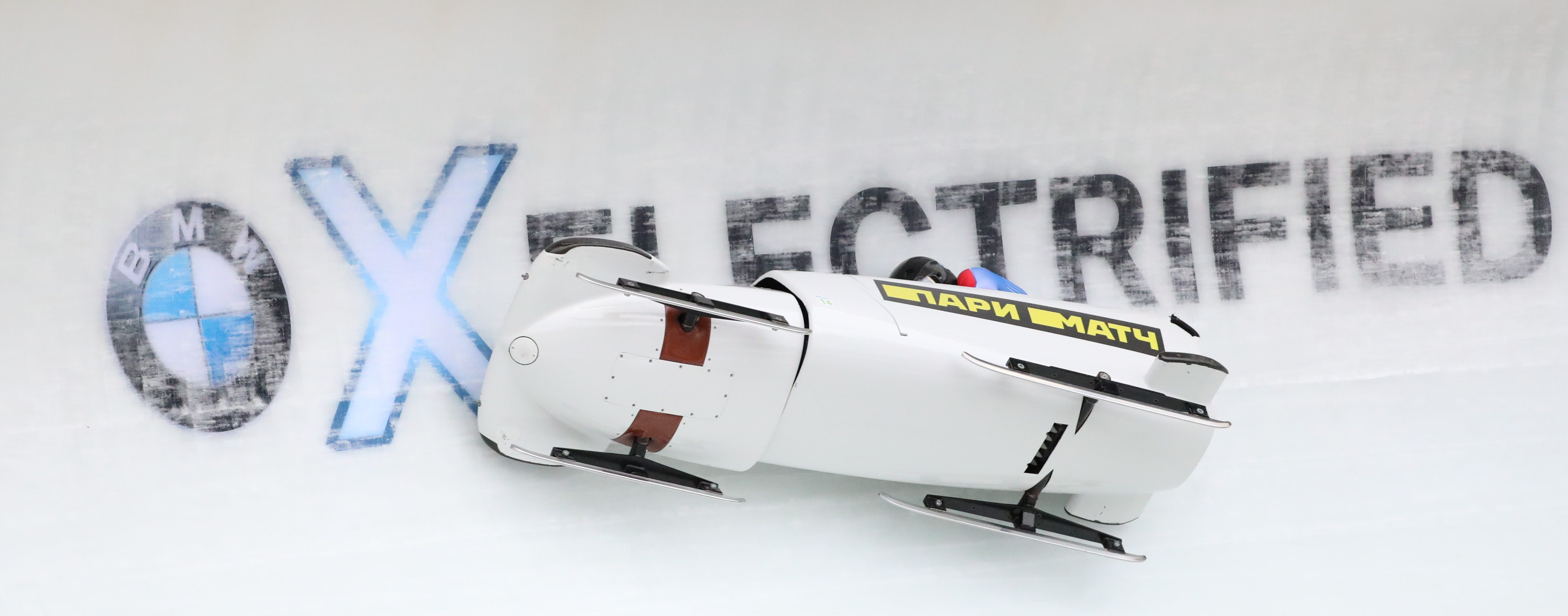
Sturz von Gaitiukevich/Samitow

| Platz | Athleten                                    | Land                   | Zwischenzeit (s) | Zwischenzeit (s) | Zwischenzeit (s) | Zwischenzeit (s) | Zwischenzeit (s) | Laufzeit (min) | Gesamtzeit (min) |
| Platz | Athleten                                    | Land                   | 1                | 2                | 3                | 4                | 5                | Laufzeit (min) | Gesamtzeit (min) |
| ----- | ------------------------------------------- | ---------------------- | ---------------- | ---------------- | ---------------- | ---------------- | ---------------- | -------------- | ---------------- |
| 01    | Francesco Friedrich Thorsten Margis         | Deutschland            | 5,11             | 22,01            | 31,28            | 39,09            | 46,17            | 0:54,09        | 1:48,09          |
| 02    | Nico Walther Eric Franke                    | Deutschland            | 5,21             | 22,24            | 31,56            | 39,41            | 46,53            | 0:54,49        | 1:49,03          |
| 03    | Johannes Lochner Christopher Weber          | Deutschland            | 5,16             | 22,18            | 31,54            | 39,43            | 46,59            | 0:54,59        | 1:49,18          |
| 04    | Richard Oelsner Malte Schwenzfeier          | Deutschland            | 5,22             | 22,30            | 31,66            | 39,55            | 46,71            | 0:54,67        | 1:49,19          |
| 05    | Oskars Ķibermanis Matīss Miknis             | Lettland               | 5,11             | 22,16            | 31,59            | 39,51            | 46,70            | 0:54,72        | 1:49,21          |
| 06    | Benjamin Maier Markus Sammer                | Österreich             | 5,28             | 22,34            | 31,65            | 39,49            | 46,61            | 0:54,61        | 1:49,52          |
| 07    | Mihai Țentea Nicolae Ciprian Daroczi        | Rumänien               | 5,30             | 22,41            | 31,76            | 39,64            | 46,83            | 0:54,86        | 1:49,46          |
| 08    | Justin Kripps Cam Stones                    | Kanada                 | 5,25             | 22,38            | 31,78            | 39,69            | 46,87            | 0:55,00        | 1:49,60          |
| 09    | Michael Vogt Sandro Michel                  | Schweiz                | 5,30             | 22,43            | 31,79            | 39,68            | 46,82            | 0:54,78        | 1:49,55          |
| 10    | Won Yun-jong Chae Byung-do                  | Südkorea               | 5,23             | 22,30            | 31,67            | 39,59            | 46,78            | 0:54,81        | 1:49,79          |
| 11    | Romain Heinrich Dorian Hauterville          | Frankreich             | 5,30             | 22,42            | 31,77            | 39,69            | 46,88            | 0:54,93        | 1:49,83          |
| 11    | Alexei Stulnew Ilja Malych                  | Russland               | 5,36             | 22,55            | 31,92            | 39,78            | 46,93            | 0:54,92        | 1:49,83          |
| 13    | Simon Friedli Gregory Jones                 | Schweiz                | 5,22             | 22,36            | 31,77            | 39,79            | 47,05            | 0:55,14        | 1:49,87          |
| 14    | Oskars Melbārdis Intars Dambis              | Lettland               | 5,30             | 22,49            | 31,86            | 39,73            | 46,88            | 0:54,84        | 1:49,89          |
| 14    | Dominik Dvořák Jakub Nosek                  | Tschechien             | 5,30             | 22,49            | 31,91            | 39,84            | 47,02            | 0:55,02        | 1:49,97          |
| 16    | Ralfs Bērziņš Dāvis Spriņģis                | Lettland               | 5,21             | 22,34            | 31,73            | 39,71            | 46,96            | 0:55,06        | 1:50,03          |
| 17    | Brad Hall Greg Cackett                      | Vereinigtes Königreich | 5,29             | 22,45            | 31,90            | 39,82            | 47,04            | 0:55,20        | 1:50,12          |
| 18    | Markus Treichl Kristian Huber               | Österreich             | 5,35             | 22,50            | 31,90            | 39,78            | 46,98            | 0:55,04        | 1:50,22          |
| 19    | Patrick Baumgartner Costantino Ughi         | Italien                | 5,47             | 22,76            | 32,20            | 40,15            | 47,36            | 0:55,44        | 1:50,74          |
| 20    | Hunter Church Joshua Williamson             | Vereinigte Staaten     | 5,40             | 22,65            | 32,04            | 40,00            | 47,31            | 0:55,50        | 1:50,75          |
| 21    | Li Chunjian Shi Hao                         | Volksrepublik China    | 5,35             | 22,64            | 32,13            | 40,13            | 47,47            | 0:55,72        | 1:51,19          |
| 22    | Ivo de Bruin Dennis Veenker Joost Dumas     | Niederlande            | 5,41             | 22,74            | 32,24            | 40,27            | 47,63            | 0:55,83        | 1:51,32          |
| 22    | Jin Jian Wu Qingze                          | Volksrepublik China    | 5,33             | 22,55            | 32,02            | 40,09            | 47,45            | 0:55,75        | 1:51,32          |
| 24    | Ryo Shinohara Yoshiki Kaneko Kenji Murakami | Japan                  | 5,37             | 22,66            | 32,23            | 40,35            | 47,75            | 0:56,03        | 1:51,55          |
| 25    | Lamin Deen Ben Simons                       | Vereinigtes Königreich | 5,48             | 22,86            | 32,36            | 40,45            | 47,82            | 0:56,07        | 1:51,92          |
| 26    | Mattia Variola Alex Verginer                | Italien                | 5,36             | 22,64            | 32,17            | 40,30            | 47,75            | 0:56,23        | 1:53,08          |
| 27    | Rostislaw Gaitjukewitsch Ruslan Samitow     | Russland               | 5,24             | 22,35            | 31,74            | 39,70            | 48,18            | 1:00,30        | 1:55,53          |

### Lauf 3

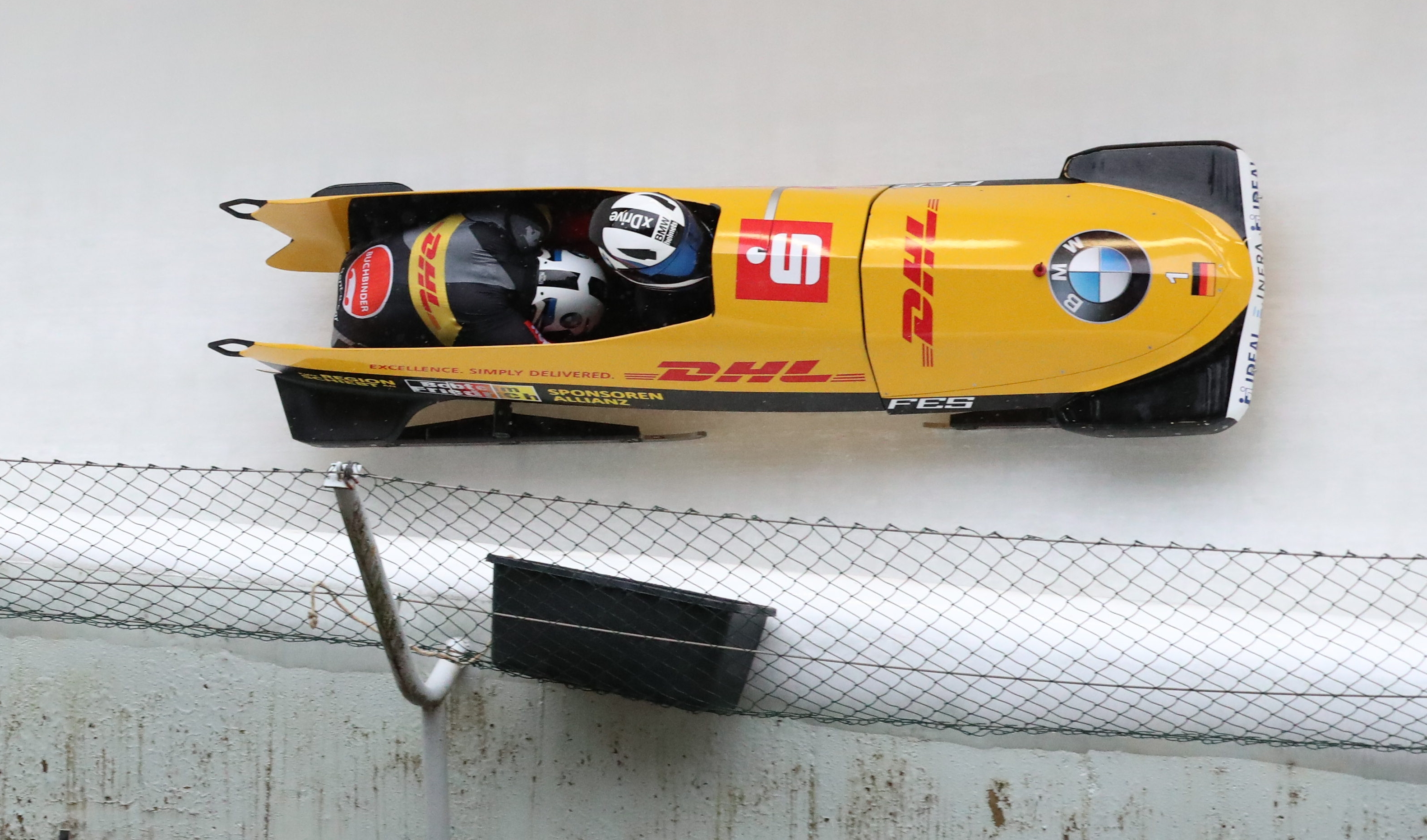
Friedrich/Margis während der Fahrt

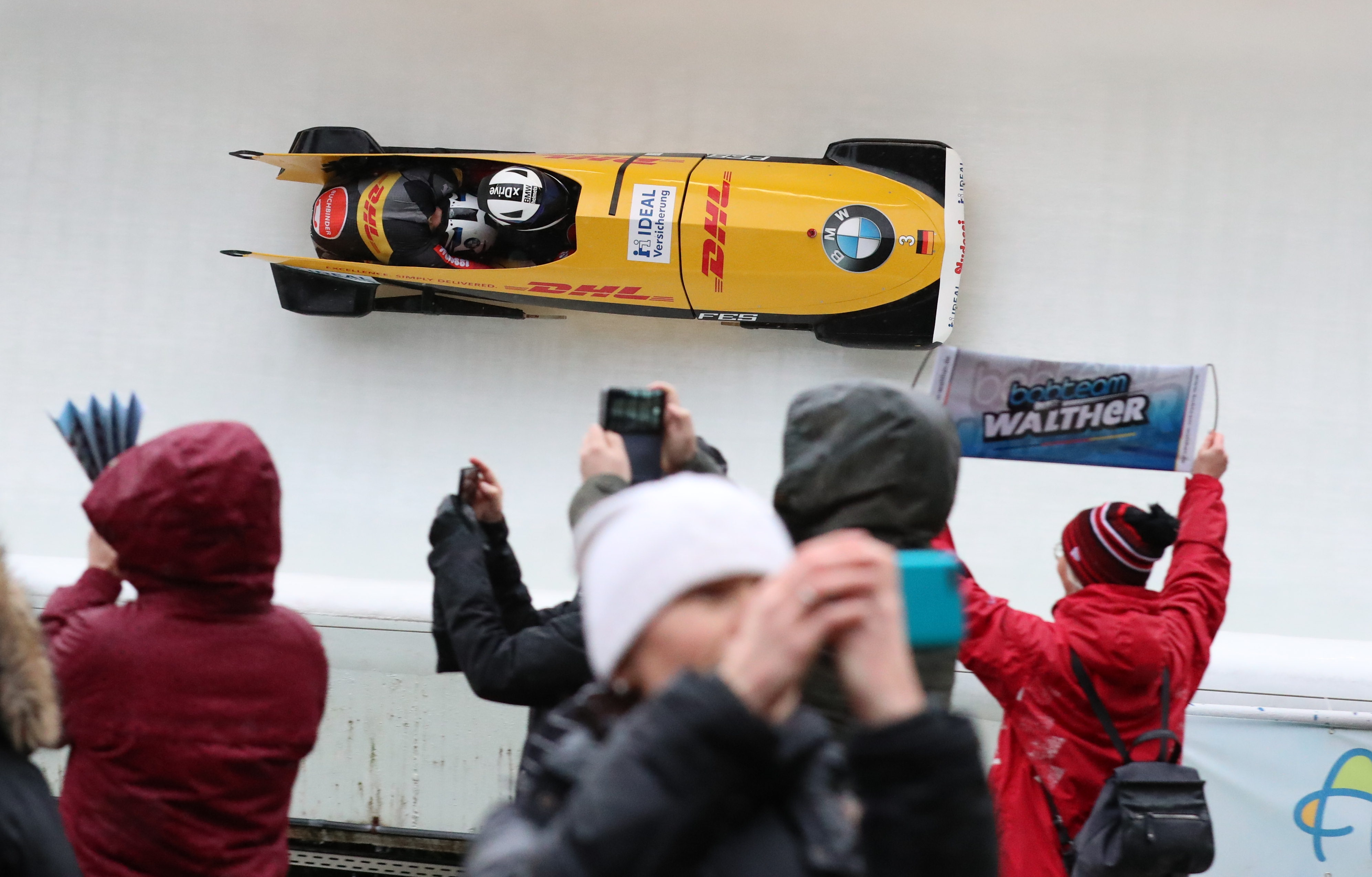
Walther/Franke im Kreisel

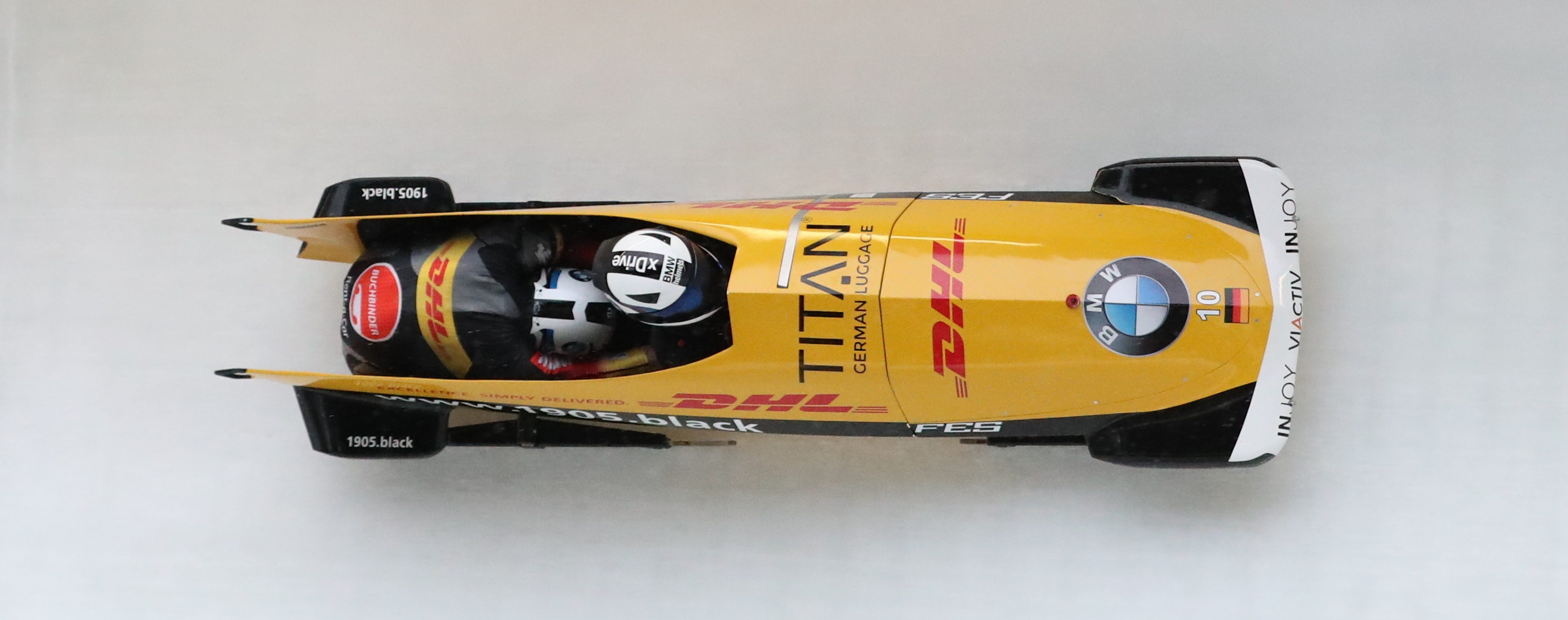
Lochner/Weber im Kreisel

| Platz | Athleten                                    | Land                   | Zwischenzeit (s) | Zwischenzeit (s) | Zwischenzeit (s) | Zwischenzeit (s) | Zwischenzeit (s) | Laufzeit (min) | Gesamtzeit (min) |
| Platz | Athleten                                    | Land                   | 1                | 2                | 3                | 4                | 5                | Laufzeit (min) | Gesamtzeit (min) |
| ----- | ------------------------------------------- | ---------------------- | ---------------- | ---------------- | ---------------- | ---------------- | ---------------- | -------------- | ---------------- |
| 01    | Francesco Friedrich Thorsten Margis         | Deutschland            | 5,15             | 22,43            | 32,10            | 40,26            | 47,66            | 0:55,98        | 2:44,07          |
| 02    | Nico Walther Eric Franke                    | Deutschland            | 5,26             | 22,68            | 32,42            | 40,60            | 48,02            | 0:56,36        | 2:45,39          |
| 03    | Johannes Lochner Christopher Weber          | Deutschland            | 5,20             | 22,56            | 32,28            | 40,49            | 47,97            | 0:56,36        | 2:45,54          |
| 04    | Oskars Ķibermanis Matīss Miknis             | Lettland               | 5,14             | 22,50            | 32,22            | 40,48            | 47,96            | 0:56,35        | 2:45,56          |
| 05    | Richard Oelsner Malte Schwenzfeier          | Deutschland            | 5,24             | 22,66            | 32,41            | 40,63            | 48,09            | 0:56,49        | 2:45,68          |
| 06    | Benjamin Maier Markus Sammer                | Österreich             | 5,26             | 22,71            | 32,44            | 40,68            | 48,17            | 0:56,58        | 2:46,10          |
| 07    | Mihai Țentea Nicolae Ciprian Daroczi        | Rumänien               | 5,38             | 22,97            | 32,80            | 41,03            | 48,49            | 0:56,87        | 2:46,33          |
| 08    | Simon Friedli Gregory Jones                 | Schweiz                | 5,26             | 22,71            | 32,42            | 40,64            | 48,12            | 0:56,52        | 2:46,39          |
| 09    | Michael Vogt Sandro Michel                  | Schweiz                | 5,30             | 22,75            | 32,48            | 40,80            | 48,35            | 0:56,80        | 2:46,35          |
| 10    | Justin Kripps Cam Stones                    | Kanada                 | 5,31             | 22,81            | 32,59            | 40,87            | 48,36            | 0:56,77        | 2:46,37          |
| 11    | Romain Heinrich Dorian Hauterville          | Frankreich             | 5,28             | 22,79            | 32,54            | 40,80            | 48,28            | 0:56,70        | 2:46,53          |
| 12    | Alexei Stulnew Ilja Malych                  | Russland               | 5,35             | 22,94            | 32,72            | 40,96            | 48,46            | 0:56,87        | 2:46,70          |
| 13    | Oskars Melbārdis Intars Dambis              | Lettland               | 5,34             | 23,00            | 32,82            | 41,09            | 48,59            | 0:56,97        | 2:46,86          |
| 14    | Won Yun-jong Chae Byung-do                  | Südkorea               | 5,29             | 22,86            | 32,74            | 41,08            | 48,66            | 0:57,13        | 2:46,92          |
| 14    | Dominik Dvořák Jakub Nosek                  | Tschechien             | 5,38             | 23,02            | 32,85            | 41,12            | 48,64            | 0:57,10        | 2:47,07          |
| 16    | Brad Hall Greg Cackett                      | Vereinigtes Königreich | 5,32             | 23,09            | 32,99            | 41,31            | 48,86            | 0:57,32        | 2:47,44          |
| 17    | Ralfs Bērziņš Dāvis Spriņģis                | Lettland               | 5,30             | 23,01            | 32,90            | 41,27            | 48,90            | 0:57,47        | 2:47,50          |
| 18    | Markus Treichl Kristian Huber               | Österreich             | 5,42             | 23,07            | 32,97            | 41,28            | 48,89            | 0:57,41        | 2:47,63          |
| 19    | Hunter Church Joshua Williamson             | Vereinigte Staaten     | 5,38             | 22,97            | 32,77            | 41,05            | 48,65            | 0:57,17        | 2:47,92          |
| 20    | Patrick Baumgartner Costantino Ughi         | Italien                | 5,51             | 23,31            | 33,20            | 41,54            | 49,13            | 0:57,66        | 2:48,40          |
| 21    | Li Chunjian Shi Hao                         | Volksrepublik China    | 5,38             | 23,01            | 32,92            | 41,31            | 48,95            | 0:57,49        | 2:48,68          |
| 22    | Ivo de Bruin Dennis Veenker Joost Dumas     | Niederlande            | 5,46             | 23,34            | 33,37            | 41,83            | 49,59            | 0:58,28        | 2:49,60          |
| 23    | Ryo Shinohara Yoshiki Kaneko Kenji Murakami | Japan                  | 5,45             | 23,40            | 33,47            | 42,01            | 49,85            | 0:58,64        | 2:50,19          |
| 24    | Lamin Deen Ben Simons                       | Vereinigtes Königreich | 5,49             | 23,39            | 33,38            | 41,97            | 49,83            | 0:58,62        | 2:50,54          |
| 25    | Mattia Variola Alex Verginer                | Italien                | 5,42             | 23,37            | 33,52            | 42,10            | 49,95            | 0:58,91        | 2:51,99          |
| DNS   | Rostislaw Gaitjukewitsch Ruslan Samitow     | Russland               | –                | –                | –                | –                | –                | –              | –                |
| DNS   | Jin Jian Wu Qingze                          | Volksrepublik China    | –                | –                | –                | –                | –                | –              | –                |

### Lauf 4

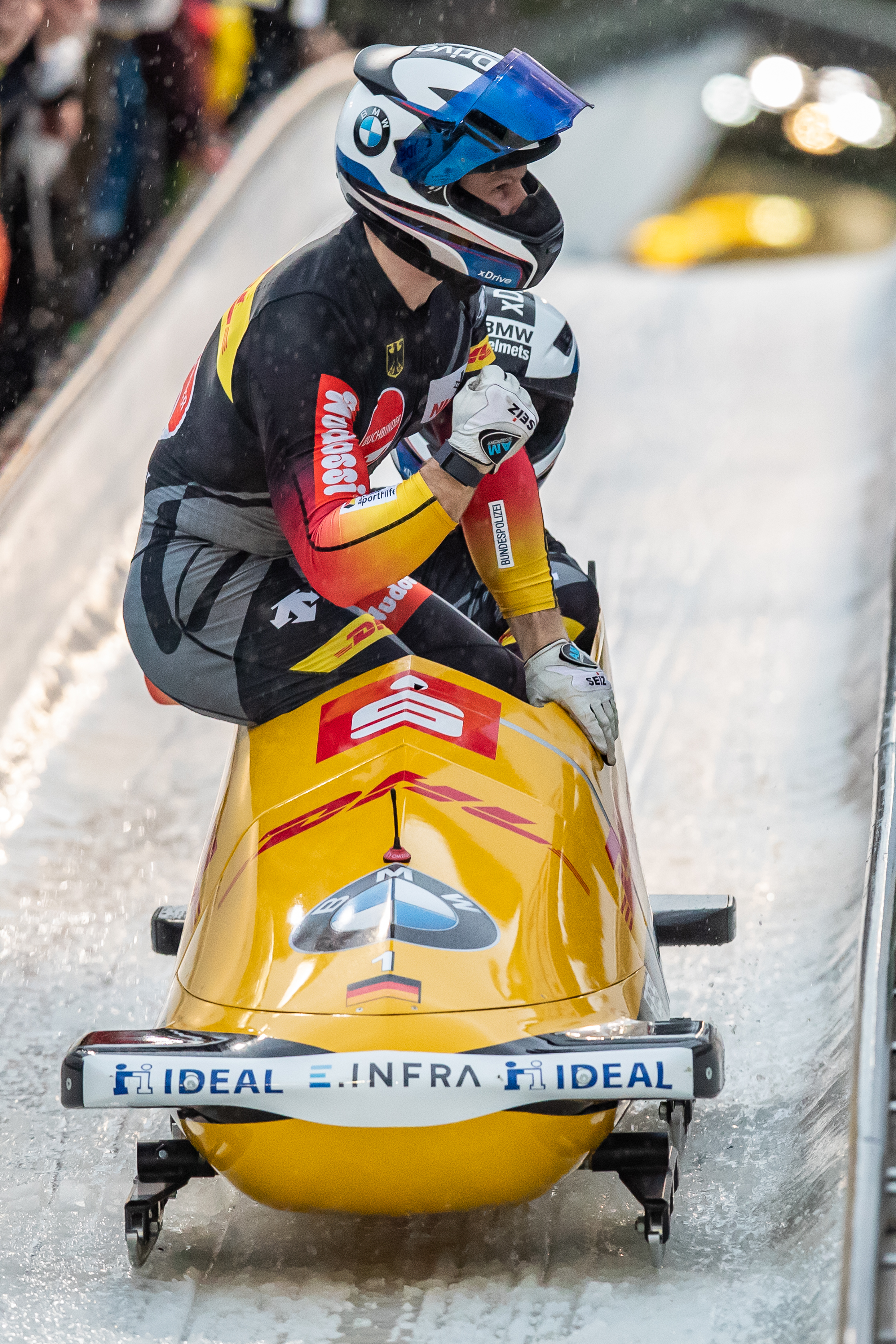
Friedrich/Margis feiern im Ziel nach dem 4. Lauf

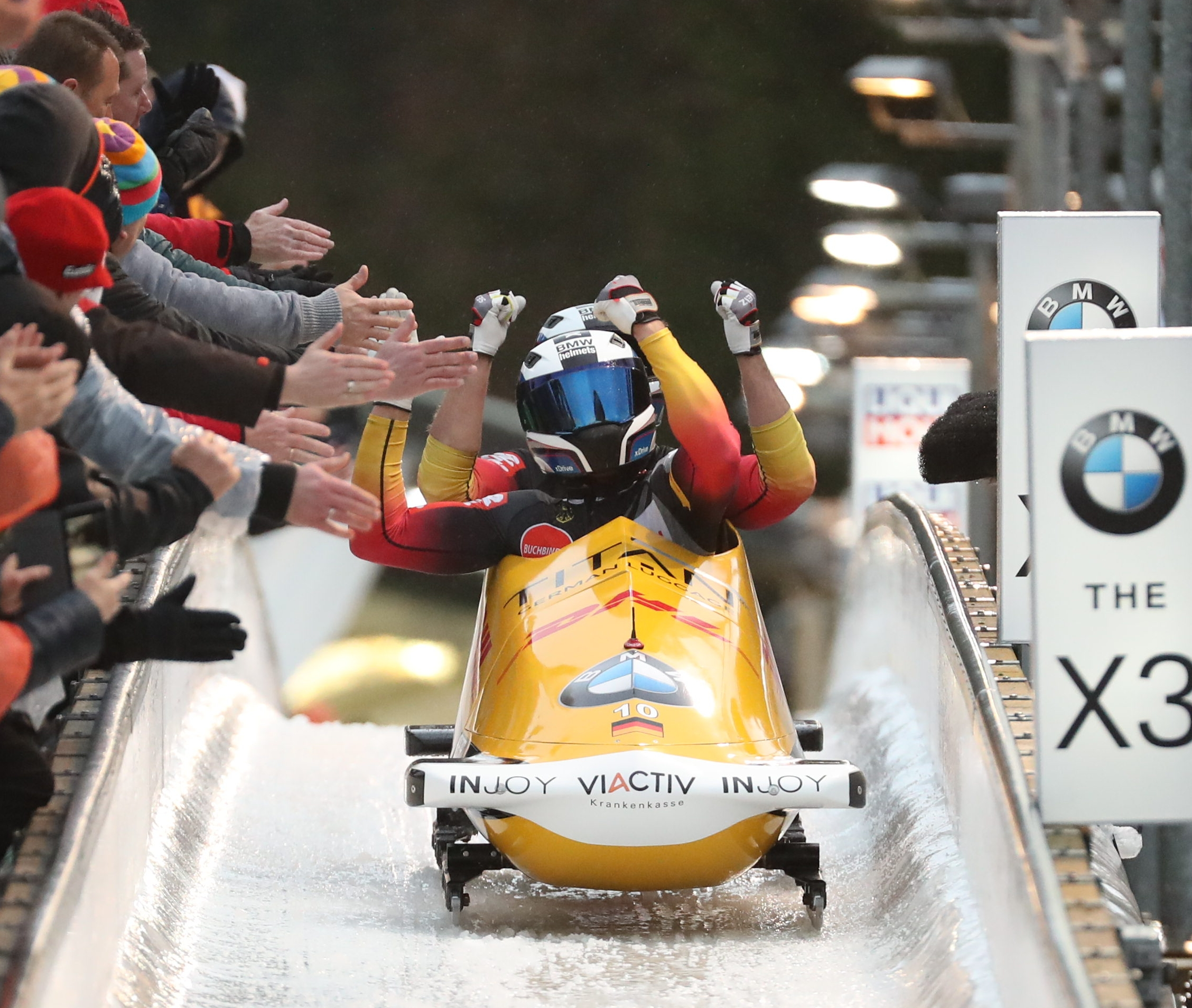
Lochner/Weber nach dem 4. Lauf

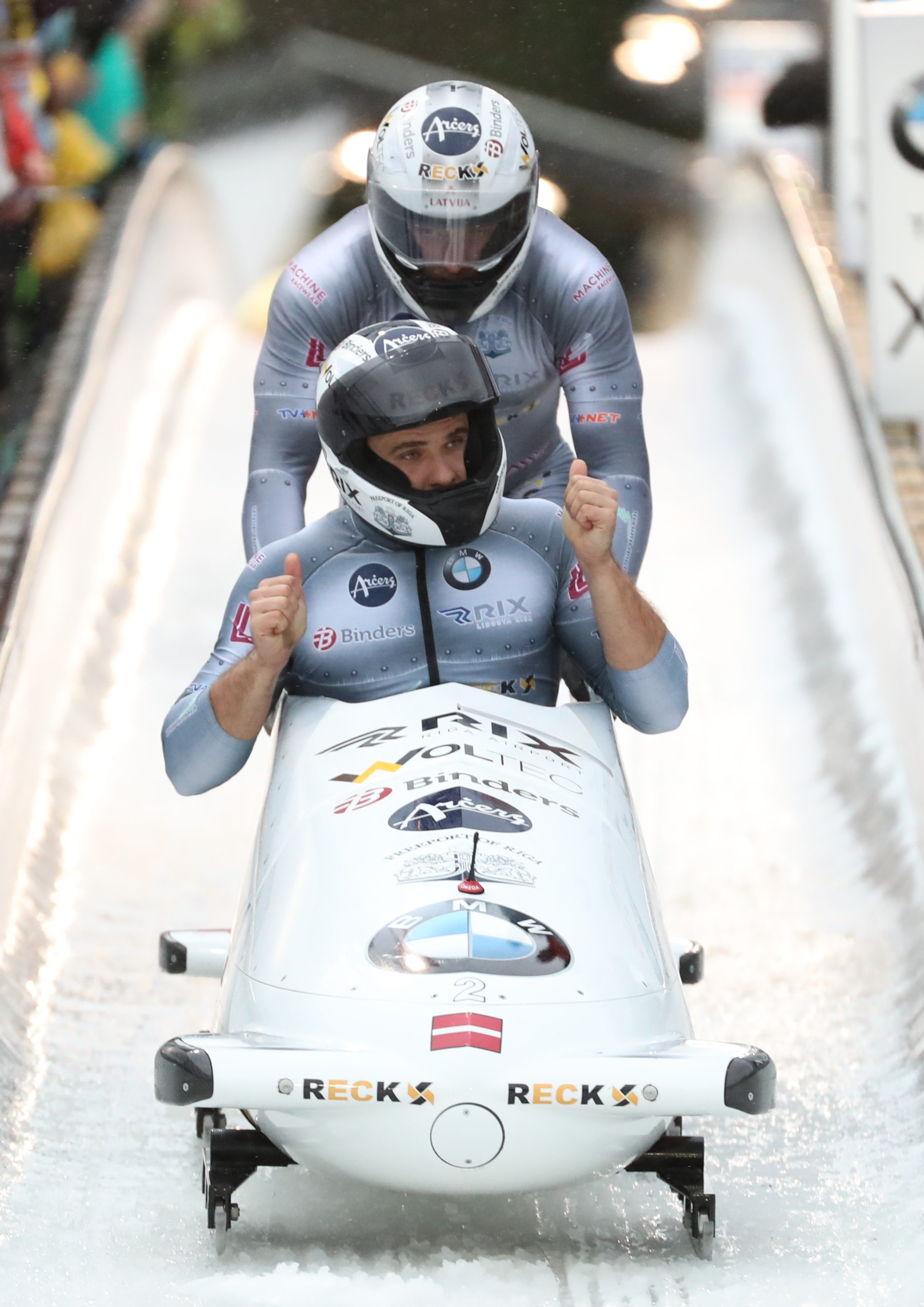
Ķibermanis/Miknis im Ziel

| Platz | Athleten                             | Land                   | Zwischenzeit (s) | Zwischenzeit (s) | Zwischenzeit (s) | Zwischenzeit (s) | Zwischenzeit (s) | Laufzeit (min) | Gesamtzeit (min) |
| Platz | Athleten                             | Land                   | 1                | 2                | 3                | 4                | 5                | Laufzeit (min) | Gesamtzeit (min) |
| ----- | ------------------------------------ | ---------------------- | ---------------- | ---------------- | ---------------- | ---------------- | ---------------- | -------------- | ---------------- |
| 01    | Francesco Friedrich Thorsten Margis  | Deutschland            | 5,13             | 22,48            | 32,19            | 40,41            | 47,92            | 0:56,37        | 3:40,44          |
| 02    | Johannes Lochner Christopher Weber   | Deutschland            | 5,17             | 22,55            | 32,33            | 40,56            | 48,09            | 0:56,55        | 3:42,09          |
| 03    | Oskars Ķibermanis Matīss Miknis      | Lettland               | 5,15             | 22,55            | 32,36            | 40,64            | 48,18            | 0:56,67        | 3:42,23          |
| 04    | Nico Walther Eric Franke             | Deutschland            | 5,23             | 22,69            | 32,49            | 40,78            | 48,38            | 0:56,92        | 3:42,31          |
| 05    | Richard Oelsner Malte Schwenzfeier   | Deutschland            | 5,25             | 22,75            | 32,52            | 40,83            | 48,45            | 0:57,03        | 3:42,71          |
| 06    | Benjamin Maier Markus Sammer         | Österreich             | 5,30             | 22,76            | 32,48            | 40,69            | 48,19            | 0:56,66        | 3:42,76          |
| 07    | Simon Friedli Gregory Jones          | Schweiz                | 5,26             | 22,67            | 32,32            | 40,53            | 48,02            | 0:56,44        | 3:42,83          |
| 08    | Michael Vogt Sandro Michel           | Schweiz                | 5,28             | 22,72            | 32,43            | 40,67            | 48,15            | 0:56,55        | 3:42,90          |
| 09    | Romain Heinrich Dorian Hauterville   | Frankreich             | 5,31             | 22,71            | 32,39            | 40,61            | 48,05            | 0:56,43        | 3:42,96          |
| 10    | Mihai Țentea Nicolae Ciprian Daroczi | Rumänien               | 5,33             | 22,82            | 32,56            | 40,79            | 48,32            | 0:56,76        | 3:43,09          |
| 11    | Justin Kripps Cam Stones             | Kanada                 | 5,34             | 22,88            | 32,61            | 40,90            | 48,40            | 0:56,81        | 3:43,18          |
| 12    | Oskars Melbārdis Intars Dambis       | Lettland               | 5,36             | 22,84            | 32,51            | 40,68            | 48,11            | 0:56,44        | 3:43,30          |
| 13    | Alexei Stulnew Ilja Malych           | Russland               | 5,41             | 22,97            | 32,70            | 40,91            | 48,34            | 0:56,71        | 3:43,41          |
| 14    | Dominik Dvořák Jakub Nosek           | Tschechien             | 5,34             | 22,78            | 32,44            | 40,61            | 48,04            | 0:56,39        | 3:43,46          |
| 15    | Won Yun-jong Chae Byung-do           | Südkorea               | 5,26             | 22,66            | 32,37            | 40,62            | 48,13            | 0:56,54        | 3:43,46          |
| 16    | Brad Hall Greg Cackett               | Vereinigtes Königreich | 5,35             | 22,82            | 32,50            | 40,69            | 48,14            | 0:56,54        | 3:43,98          |
| 17    | Ralfs Bērziņš Dāvis Spriņģis         | Lettland               | 5,23             | 22,58            | 32,26            | 40,53            | 48,09            | 0:56,58        | 3:44,08          |
| 18    | Markus Treichl Kristian Huber        | Österreich             | 5,39             | 22,84            | 32,51            | 40,70            | 48,20            | 0:56,59        | 3:44,22          |
| 19    | Hunter Church Joshua Williamson      | Vereinigte Staaten     | 5,35             | 22,76            | 32,38            | 40,57            | 48,11            | 0:56,57        | 3:44,49          |
| 20    | Patrick Baumgartner Costantino Ughi  | Italien                | 5,52             | 23,06            | 32,70            | 40,87            | 48,32            | 0:56,70        | 3:45,10          |

## Endergebnis

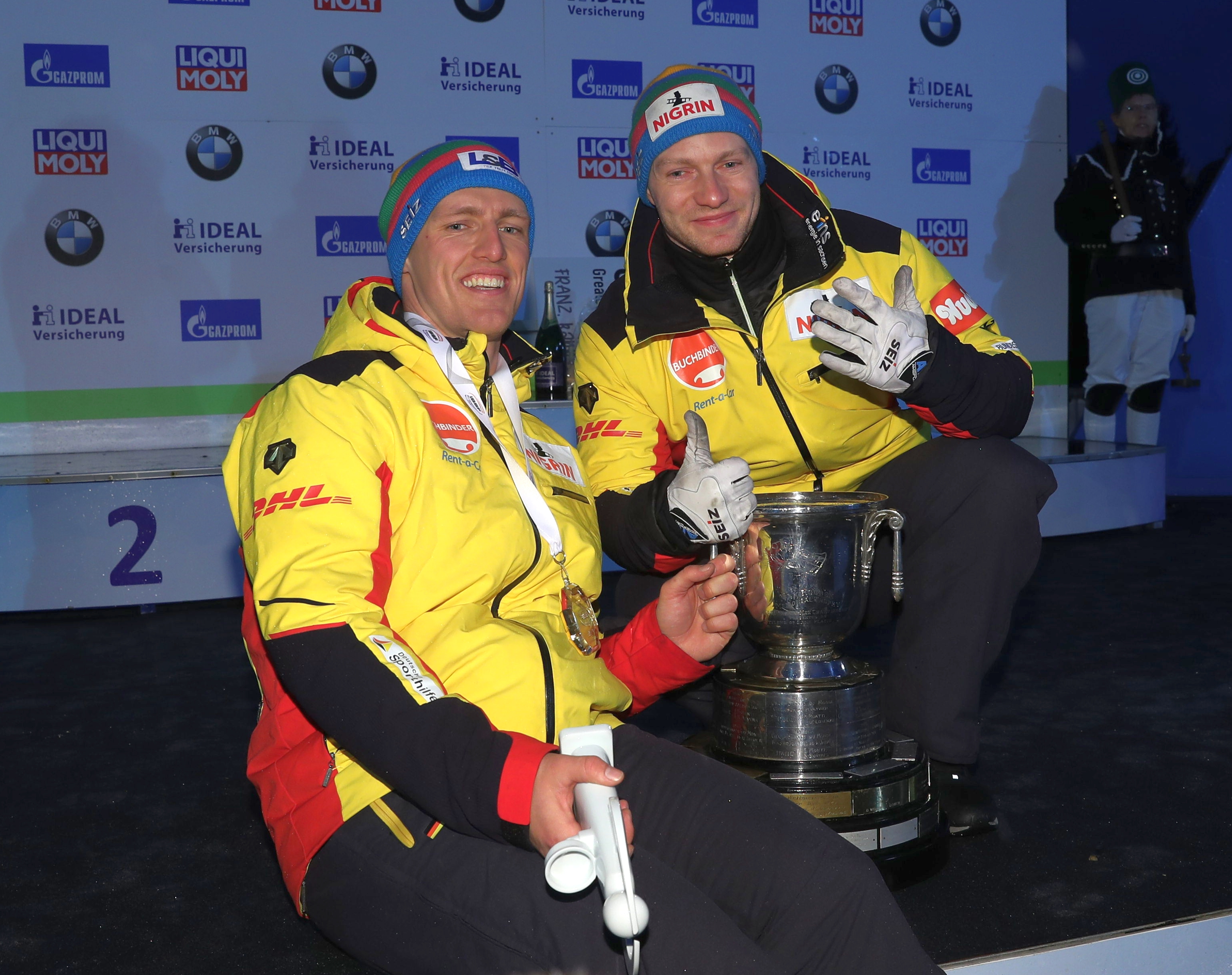
Friedrich/Margis mit dem Weltmeisterpokal

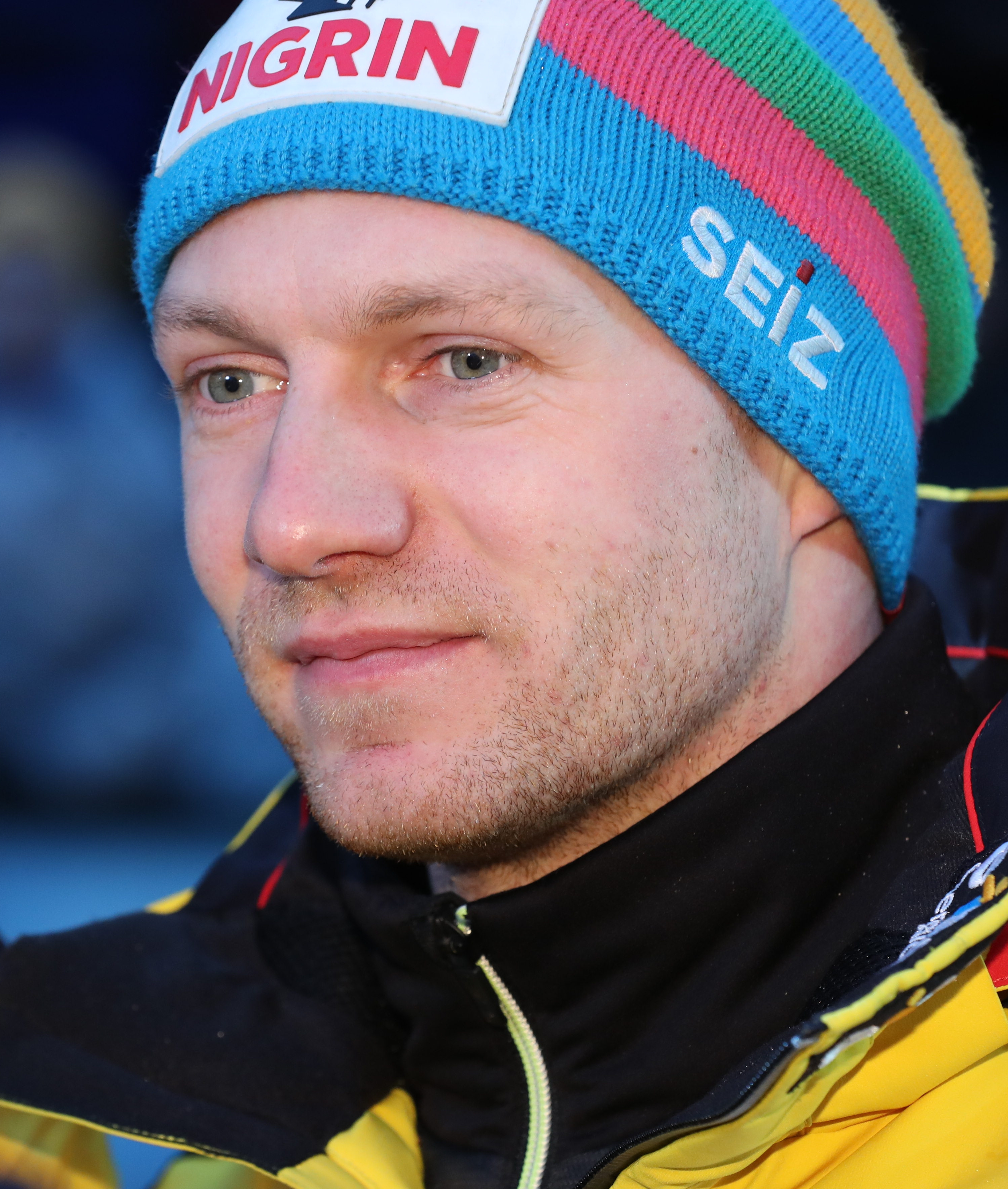
Francesco Friedrich

| Rang | Athleten                                    | Land                   | Läufe (min) | Läufe (min) | Läufe (min) | Läufe (min) | Gesamtzeit (min) |
| Rang | Athleten                                    | Land                   | 1           | 2           | 3           | 4           | Gesamtzeit (min) |
| ---- | ------------------------------------------- | ---------------------- | ----------- | ----------- | ----------- | ----------- | ---------------- |
| 01   | Francesco Friedrich Thorsten Margis         | Deutschland            | 0:54,00     | 0:54,09     | 0:55,98     | 0:56,37     | 3:40,44          |
| 02   | Johannes Lochner Christopher Weber          | Deutschland            | 0:54,59     | 0:54,59     | 0:56,36     | 0:56,55     | 3:42,09          |
| 03   | Oskars Ķibermanis Matīss Miknis             | Lettland               | 0:54,49     | 0:54,72     | 0:56,35     | 0:56,67     | 3:42,23          |
| 04   | Nico Walther Eric Franke                    | Deutschland            | 0:54,54     | 0:54,49     | 0:56,36     | 0:56,92     | 3:42,31          |
| 05   | Richard Oelsner Malte Schwenzfeier          | Deutschland            | 0:54,52     | 0:54,67     | 0:56,49     | 0:57,03     | 3:42,71          |
| 06   | Benjamin Maier Markus Sammer                | Österreich             | 0:54,91     | 0:54,61     | 0:56,58     | 0:56,66     | 3:42,76          |
| 07   | Simon Friedli Gregory Jones                 | Schweiz                | 0:54,73     | 0:55,14     | 0:56,52     | 0:56,44     | 3:42,83          |
| 08   | Michael Vogt Sandro Michel                  | Schweiz                | 0:54,77     | 0:54,78     | 0:56,80     | 0:56,55     | 3:42,90          |
| 09   | Romain Heinrich Dorian Hauterville          | Frankreich             | 0:54,90     | 0:54,93     | 0:56,70     | 0:56,43     | 3:42,96          |
| 10   | Mihai Țentea Nicolae Ciprian Daroczi        | Rumänien               | 0:54,60     | 0:54,86     | 0:56,87     | 0:56,76     | 3:43,09          |
| 11   | Justin Kripps Cam Stones                    | Kanada                 | 0:54,60     | 0:55,00     | 0:56,77     | 0:56,81     | 3:43,18          |
| 12   | Oskars Melbārdis Intars Dambis              | Lettland               | 0:55,05     | 0:54,84     | 0:56,97     | 0:56,44     | 3:43,30          |
| 13   | Alexei Stulnew Ilja Malych                  | Russland               | 0:54,91     | 0:54,92     | 0:56,87     | 0:56,71     | 3:43,41          |
| 14   | Dominik Dvořák Jakub Nosek                  | Tschechien             | 0:54,98     | 0:54,81     | 0:57,13     | 0:56,54     | 3:43,46          |
| 14   | Won Yun-jong Chae Byung-do                  | Südkorea               | 0:54,95     | 0:55,02     | 0:57,10     | 0:56,39     | 3:43,46          |
| 16   | Brad Hall Greg Cackett                      | Vereinigtes Königreich | 0:54,92     | 0:55,20     | 0:57,32     | 0:56,54     | 3:43,98          |
| 17   | Ralfs Bērziņš Dāvis Spriņģis                | Lettland               | 0:54,97     | 0:55,06     | 0:57,47     | 0:56,58     | 3:44,08          |
| 18   | Markus Treichl Kristian Huber               | Österreich             | 0:55,18     | 0:55,04     | 0:57,41     | 0:56,59     | 3:44,22          |
| 19   | Hunter Church Joshua Williamson             | Vereinigte Staaten     | 0:55,25     | 0:55,50     | 0:57,17     | 0:56,57     | 3:44,49          |
| 20   | Patrick Baumgartner Costantino Ughi         | Italien                | 0:55,30     | 0:55,44     | 0:58,62     | 0:56,70     | 3:45,10          |
| 21   | Li Chunjian Shi Hao                         | Volksrepublik China    | 0:55,47     | 0:55,72     | 0:57,49     | DNQ         | 2:48,68          |
| 22   | Ivo de Bruin Dennis Veenker Joost Dumas     | Niederlande            | 0:55,49     | 0:55,83     | 0:58,28     | DNQ         | 2:49,60          |
| 23   | Ryo Shinohara Yoshiki Kaneko Kenji Murakami | Japan                  | 0:55,52     | 0:56,03     | 0:58,64     | DNQ         | 2:50,19          |
| 24   | Lamin Deen Ben Simons                       | Vereinigtes Königreich | 0:55,85     | 0:56,07     | 0:58,62     | DNQ         | 2:50,54          |
| 25   | Mattia Variola Alex Verginer                | Italien                | 0:56,85     | 0:56,23     | 0:58,91     | DNQ         | 2:51,99          |
| DNS  | Rostislaw Gaitjukewitsch Ruslan Samitow     | Russland               | 0:55,23     | 1:00,30     | DNS         | –           | –                |
| DNS  | Jin Jian Wu Qingze                          | Volksrepublik China    | 0:55,57     | 0:55,75     | DNS         | –           | –                |